# Prosper Jolyot Crébillon

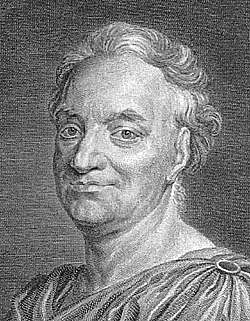
Prosper Jolyot Crébillon

Prosper Jolyot Crébillon (eigentlich Prosper Jolyot, sieur de Crais-Billon; * 13. Januar 1674 in Dijon; † 17. Juni 1762 in Paris) war ein französischer Autor. Er galt um 1710 in Frankreich als der größte Dramatiker seiner Generation.

## Leben und Schaffen
Er war Sohn von Geneviève Ganiare (* ca. 1650) und Melchior Jolyot, Seigneur de Crébillon (ca. 1640–1707), eines höheren Justizangestellten des Chambre des comptes in Dijon. Ihm gehörte das kleine Landgut Crais-Billon nahe der Stadt, dessen Namen er nach amtsadeliger Manier an den eigentlichen Familiennamen angehängt hatte.
Crébillon (wie er sich erst später nannte und wie er in der Literaturgeschichte heißt) begann seine Schulbildung auf dem Jesuitenkolleg von Dijon,  collège de Jésuites des Godrans, und beendete sie auf dem Collège Mazarin in Paris. Hiernach absolvierte er ein Jurastudium ebenfalls in Paris und erhielt die Zulassung als Anwalt. Er zog es aber vor, als Sekretär eines Staatsanwaltes zu arbeiten, und genoss als junger Mann das Leben im Umkreis der „Basoche“, des Vereinswesens der Angestellten der hohen Pariser Gerichte.
Nachdem sein Vorgesetzter seine Theaterleidenschaft bemerkt und ihn zum Schreiben ermutigte, versuchte sich Crébillon 1703 als Autor der Tragödie La Mort des enfants de Brutus, die aber nicht zur Aufführung angenommen wurde. 1705 war Idoménée sein Durchbruch, dem er mehrere weitere Tragödien folgen ließ: Atrée et Thyeste (1707), Électre (1708) und Rhadamiste et Zénobie (1711, sein wohl bestes Stück).
1707 heiratete er Marie-Charlotte Péaget (ca. 1690–1711), Tochter eines Pariser Apothekers am Place Maubert, die kurz darauf einen Sohn gebar: den späteren Schriftsteller Claude-Prosper Jolyot de Crébillon.
Besonderes Kennzeichen Crébillons waren schaurige Effekte auf der Bühne. So lässt er einen Vater beinahe das Blut seines von seinem Bruder ermordeten Sohnes trinken, eine andere Figur lässt er erst den eigenen Sohn umbringen und dann sich selbst. Hiermit überschritt er bewusst die Grenzen der „bienséance“ (Sittsamkeit) der französischen Klassik, die sich insbes. Corneille und Racine gesetzt hatten, als deren Nachfolger er eine Weile galt.
Die Tragödien Xerxès (1714) und Sémiramis (1717) waren Misserfolge. Crébillon zog sich vom Theater zurück. Finanzielle Schwierigkeiten (sein Vater hatte statt des erhofften Erbes Schulden hinterlassen) und seine frühe Verwitwung setzten ihm zusätzlich zu.
Erst 1726 gelang ihm eine Rückkehr mit dem Stück Pyrrhus. Dessen Erfolg ließ ihn im Pariser Literaturleben wieder Fuß fassen. 1731 wurde er in die Académie française aufgenommen. 1733 bekam er, als Günstling der theaterbegeisterten neuen Mätresse Madame de Pompadour, von Ludwig XV. das Amt eines „königlichen Zensors für schöngeistige und historische Schriften“ übertragen, 1735 zusätzlich das eines „Polizei-Zensors“. 1745 erhielt er zusätzlich eine „Pension“ (ständige jährliche Zahlung) von 1000 Livre aus Mitteln des Königs zugewiesen, was ihn finanziell absicherte.
1748 wurde sein neues Stück Catalina auf Kosten König Ludwig XV. aufgeführt und von den Höflingen demonstrativ beklatscht und gelobt, um Voltaire, einen weiteren Günstling Madame de Pompadours zu kränken. Dieser war dem König lästig geworden und kurz zuvor in Ungnade gefallen. Crébillon hatte 1742 dessen Stück Mahomet  Kraft seines Zensorenamtes verboten. Voltaire versuchte in der Folge mit fünf Tragödien zu von Crebillon gewählten Sujets (u. a. mit Oreste zu Crebillons Elektra) seine Überlegenheit zu beweisen.
Crébillons letztes Stück Le Triumvirat (1754) blieb ohne Erfolg.
Sein Sohn Claude-Prosper (1707–1777), genannt Crébillon fils, wird von Literarhistorikern als bedeutsam für die Entwicklung der Gattung Roman im 18. Jahrhundert betrachtet.

## Werke (Auswahl)
- Idoménée, Tragödie, 29. Dezember 1705 (online)
- Atrée et Thyeste, Tragödie, 14. März 1707 (online)
- Électre, Tragödie, 14. Dezember 1708 (theatre-classique.fr, online)
- Rhadamiste et Zénobie, Tragödie, 23. Januar 1711 (online)
- Xerxès, Tragödie, 7. Februar 1714
- Sémiramis, Tragödie, 10. April 1717 (online)
- Pyrrhus, Tragödie, 29. April 1726 (theatre-classique.fr, online)
- Catilina, Tragödie, 20. Dezember 1748 (online)
- Le Triumvirat, ou la Mort de Cicéron,  Tragödie, 23. Dezember 1754